# Villar de Ciervo (kommunhuvudort)
Villar de Ciervo är en kommunhuvudort i Spanien.   Den ligger i provinsen Provincia de Salamanca och regionen Kastilien och Leon, i den västra delen av landet, 260 km väster om huvudstaden Madrid. Villar de Ciervo ligger 686 meter över havet och antalet invånare är 349.
Terrängen runt Villar de Ciervo är platt åt sydväst, men åt nordost är den kuperad. Runt Villar de Ciervo är det mycket glesbefolkat, med 4 invånare per kvadratkilometer. Närmaste större samhälle är Fuentes de Oñoro, 17,4 km söder om Villar de Ciervo. Omgivningarna runt Villar de Ciervo är huvudsakligen savann.